# Adam Mieczysław Gawin
Adam Mieczysław Gawin (ur. 27 grudnia 1939 w Krakowie, zm. 26 czerwca 2012 tamże) – polski geofizyk, profesor zwyczajny. Zajmował się między innymi: geologią, geofizyką wiertniczą, skałami osadowymi, górnictwem, kosmologią relatywistyczną i astrofizyką. 
Jest autorem ponad 130 prac naukowych. Wiele prac naukowych napisał wraz z żoną, Heleną Gawin.
Od 1962 do 2010 roku pracował w Akademii Górniczo-Hutniczej.
Pochowany został na Cmentarzu Rakowickim w Krakowie.

## Rodzina
W 1964 roku ożenił się  z Heleną Gawin z domu Dereń. Mieli dwójkę dzieci: syna i córkę. Jego córką jest patostreamerka Elżbieta Gawin-Knaga.